# Ruzsa
Pour le mathématicien, voir Imre Z. Ruzsa (en) ; pour la chanteuse, voir Magdolna Rúzsa.
Ruzsa est un village et une commune du comitat de Csongrád en Hongrie.